# Ruwanwelisaya
La Ruwanwelisaya és un stupa a Anuradhapura, Sri Lanka, considerada una meravella per les seves qualitats arquitectòniques i sagrada per a molts budistes a tot el món. Va ser construït pel rei Dutugemunu vers 140 aC, que va esdeveniar sobirà de tot Sri Lanka després d'una guerra en què el rei Chola Elara, va ser derrotat. És també coneguda com a Mahathupa, Swarnamali Chaitya, Suvarnamali Mahaceti (en Pali) i Rathnamali Dagaba.
És un dels Solosmasthana (els 16 llocs de veneració) i dels Atamasthana (els 8 llocs de veneration a la ciutat sagrada antiga d'Anuradhapura). La stupa és un dels monuments més alts del món mesurant 103 m i amb una circumferència de 290 m. La pagoda Kaunghmudaw a Sagaing, Myanmar, va agafar de model aquest stupa.
La stupa era una ruïna antiga en el segle xix. Després de notables esforços dels monjos singalesos (bhikkhu), la stupa fou renovada al començament del segle xx. La Societat de Restauració del Ruwanveli Seya va ser fundada el 1902 i el final oficial de l'obra de la stupa va tenir lloc el 17 de juny de 1940.
La més gran stupa després de la construcció de la Ruwanwelisaya fou la de Kotmale Mahaweli Maha Seya. Aquesta stupa va tardar 33 anys i 3 mesos a quedar completada.